# USS LST-492
O USS LST-492 foi um navio de guerra norte-americano da classe LST que operou durante a Segunda Guerra Mundial.